# Neues Preussisches Adels-Lexicon
Unter dem Titel Neues Preussisches Adels-Lexicon erschien 1836 bis 1843 ein Nachschlagewerk über den preußischen Adel. Es wurde „bearbeitet von einem Vereine von Gelehrten und Freunden der vaterländischen Geschichte unter dem Vorstande des Freiherrn L. v. Zedlitz-Neukirch“ in Berlin und erlebte schon 1842 eine Neuauflage. Ein Jahr später wurde es mit einem „zweiten Supplement“ abgeschlossen.
Das Werk enthält Übersichten über
- die Geschichte des Adels und seiner Rechte
- die auf preußischem Staatsgebiet gelegenen Standesherrschaften und deren Rechte
- die Besitzer der freien Standesherrschaften und der Minderherrschaften in Schlesien, Sachsen und der Niederlausitz,
- die Hof- und Erbämter im Königreich Preußen und seinen Provinzen
- die Verhältnisse des Adels und seinen Bestand an den einzelnen Provinzen
- die Stifter und Klöster für die Töchter des preußischen Adels und deren Besetzung im Jahre 1835.

## Die einzelnen Bände
- Neues Preussisches Adels-Lexicon oder genealogische und diplomatische Nachrichten von den in der preussischen Monarchie ansässigen oder zu derselben in Beziehung stehenden fürstlichen, gräflichen, freiherrlichen und adeligen Häusern, mit der Angabe ihrer Abstammung, ihres Besitzthums, ihres Wappens und der aus ihnen hervorgegangenen Civil- und Militärpersonen, Helden, Gelehrten und Künstler; bearbeitet von einem Vereine von Gelehrten und Freunden der vaterländischen Geschichte unter dem Vorstande des Freiherrn L. v. Zedlitz-Neukirch. Verlag Gebrüder Reichenbach, Leipzig 1836–1843:
  - Band 1: A – D. Leipzig 1836 (Digitalisat) (Online – Google-Buchsuche).
  - Band 2: E – H. Leipzig 1836 (Digitalisat) (Online – Google-Buchsuche).
  - Band 3: I – O. Leipzig 1837 (Digitalisat) (Online – Google-Buchsuche).
  - Band 4: P – Z. Leipzig 1837 (Digitalisat) (Online – Google-Buchsuche).
  - Band 5: Supplement-Band. Leipzig 1839 (Digitalisat) (Online – Google-Buchsuche).
  - 2. Ausgabe, Leipzig 1842, Band 1: A – D. Band 2: E – H. Band 3: I – O. Band 4: P – Z.
  - Zweites Supplement zur ersten und zweiten Ausgabe. Berichtigungen und Nachträge seit 1839 enthaltend. Nebst einem Anhange über den Stand der Dom-Collegiat- und Fräulein-Stifte, so wie über Standes-Erhöhungen und Ordens-Verleihungen der neuesten Zeit. Leipzig 1843 (Digitalisat) (Online – Google-Buchsuche).

## Rezension
- George Adalbert von Mülverstedt: Adels-Lexicon der Preußischen Monarchie von L. Freiherrn v. Ledebur. Berlin. Rauch. 1854. Erstes Heft. 80 Seiten. gr. 8. In: Preußische Provinzial-Blätter. Band 6, Königsberg 1854,  S. 63–83 (Digitalisat).